# Ornipholidotos orientalis
Ornipholidotos orientalis är en fjärilsart som beskrevs av Storace 1949. Ornipholidotos orientalis ingår i släktet Ornipholidotos och familjen juvelvingar. Inga underarter finns listade i Catalogue of Life.